# Antwaram, Chincholi
Antwaram là một làng thuộc tehsil Chincholi, huyện Gulbarga, bang Karnataka, Ấn Độ.